# كادري
كادري (بالإيطالية: Quadri)‏ هي بلدية في مقاطعة كييتي في إقليم أبروتسو الإيطالي.

## السكان
في سنة 1861 بلغ عدد السكان 940 نسمة، وتطور العدد ليصل في سنة 2011 لـ 863 نسمة.
يظهر هذا المخطط البياني تطور النمو السكاني لـ كادري